# 조선후기의 과학기술
조선 후기의 과학 기술은 왜란과 호란의 두 차례에 걸친 전란으로 조선후기 사회는 전면적으로 피폐하고 학문과 과학기술도 침체하였다. 그러나 침체되었던 일부 사회의 내면적 요구와 절정기에 들어선 청조 문화의 외부적인 자극과 영향은 효종대의 시헌역법의 시행을 가져오게 했고 현종대의 천문시계의 제작, 숙종대의 북극고도(北極高度)의 새로운 측정, 천문도의 재각(再刻) 등 새로운 기운이 싹트기 시작하여, 영조대에는 마침내 찬란한 개화기를 맞이하게 되었다. 특히 17~18세기의 이수광, 유형원(柳馨遠)을 위시한 이익(李瀷), 정약용(丁若鏞) 등의 이용후생학파(利用厚生學派)의 여러 학자들에 의하여 과학적 개혁이 추진되었다. 이들은 중국을 통한 서양의 근대 과학기술의 자극을 받아 철학적 사색에만 치중하던 사조에 반발하여 실사구시를 이상(理想)으로 삼는 과학정신에 입각한 실학운동을 벌였다. 그러나 이들 한국 근대과학의 선구자들의 저서는 다분히 비현실적인 주장과 문헌의 집성과 열거에서 끝난 것 같은 약점을 지녔다. 중국의 <천공개물(天工開物)>과 세종대 정초(鄭招)의 《농사직설》과 같은 경험론적 및 실험적 기술서로서의 구실을 다할 수는 없었다.

## 서양 천문학의 도입
서양 천문학은 인조 9년(1631) 7월에 정두원(鄭斗源) 일행이 명(明)에서 육약한(陸若漢, Johannes Rodriguez)에게 서양 천문학의 추산법(推算法)을 배우고 돌아올 때 가지고 온 양마낙(陽瑪諾, E. Diaz)의 <천문략(天問略)>에 의해 처음으로 조선에 전하여졌다. 그 후 인조 23년(1645)에 소현세자(昭顯世子)가 청에서 돌아올 때 가지고 온 탕약망이 번역한 서양천문학서와, 다음해에 김육(金堉)이 가져온 탕약망의 천문역학서에 의하여 서양 천문학은 거의 완전하게 조선 천문학자들에게 전하여지고 또 받아들여졌다.  명나라에서는 1631-1634년 사이에 17세기 초까지에 간행된 주요한 서양천문학서들을 거의 망라하여 135권에 달하는 방대한 서양천문학서의 번역 사업이 서광계(徐光啓), 이지조(李之藻)와 함께 등옥함(鄧玉函, Jean Shreck), 라아곡(羅雅谷, Jacques Rho), 탕약망 등에 의하여 이루어졌는데, 그것이 <숭정역서(崇禎曆書)>이다. 청조에 이르러 <숭정역서>는 개편되어 100권의 <서양신법역서(西洋新法曆書)>가 되었는데 내용은 브라헤가 쌓아 올린 천문학적 업적이 중심이 된 것이다. 김육이 사가지고 온 천문역학서는 <숭정역서>나 <서양신법역서>였을 것이다. 이리하여 브라헤의 지구를 중심으로 한 우주구조 체계는 효종 4년(1653) 시헌역법이 조선에 시행될 때를 거의 같이하여 그 때까지의 전통적 우주관이었던 혼천설(渾天說)과 대체되기 시작하여 18세기 초(英祖代)까지는 조선의 공인된 우주관으로 확정되어 《문헌비고(文獻備考)》 <상위고(象緯考)>에는 천지(天地)에 대하여 마테오 리치의 '12중천설(十二重天說)'을 정설로서 기술하기에 이르렀다.

## 홍대용과 김석문의 자전설
홍대용과 박지원이 전개한 지구회전설은 대략 다음과 같다.  "하늘이 만든 것에 모난 것(方物)은 없다. 작은 벌레의 몸뚱이나 빗방울이나 눈물과 침이라 할지라도 둥글지(圓) 않은 것은 아직 없다. 대저 산하대지(山河大地) 일월성수(日月星宿)가 모두 하늘에 의하여 지은 바 되었으나 아직 방수악성을 보지 못하였다. 그런즉 지(地)가 구(球)로 되었다는 것은 의심할 여지가 없다. 대저 그 형(形)은 즉 원(圓)이요 그 덕(德)은 즉 방(方)이고 사공(事功)은 즉 동(動)이며 성정(性情)은 즉 정(靜)이라 만일 대공(大空)에 땅이 정지하여 움직이지도 않고 돌지도 않고 괴연(塊然)히 하늘에 매달려 있다면 즉시 부수사토(腐水死土)하고 그 자리에서 썩고 헐어 부서져 버릴 것이다…."  그들은 태양·달·지구를 같은 부류로 보고 그것이 공중에 떠서 움직이니 지구도 회전한다는 3환설(三丸說)과 공통되는 이론을 전개하였고, 또 하늘이 만든 것에 둥글지 않은 것이 없으니 지구도 둥글고, 둥근 것은 반드시 돌게 마련이다 했고, 만일 대지(大地)가 움직이지도 않고 돌지도 않는다면 즉 부수사토할 것이 틀림없을 것인데 지상의 수목과 하천은 생동하고 있으니, 대지는 회전하고 있는 것이라는 이론이었다. 이 설(說)은 코페르니쿠스(Copernicus) 이론의 핵심인 대지는 구상(球狀)이고 구(球)가 하기 쉬운 운동은 회전이라는 것과 거의 같은 이론이다. 그들은 지구의 자전속도가 매우 빠르다는 사실은 알았으나 지구의 공전에 관해서는 모르고, 모든 천체는 지구를 중심으로 돌고 있다고 보다.

## 서양천문도의 도입
숙종 34년(1708) 관상감은 탕약망의 적도 남북총성도(赤道南北總星圖)를 모사하여 바치었다. 이 성도에는 실측에 의하여 확인된 1,812성이 포함되었는데, 그 중 1등성은 16성, 2등성은 67성, 3등성은 216성, 4등성은 522성, 5등성은 572성이다. 탕약망의 <건상도(乾象圖)>라는 이름으로 전해지고 있는 이 성도는 그 전본(傳本)이 없어 내용을 잘 알 수는 없으나, 서양 천문학의 영향을 받아 조선에서 제작〔模寫〕된 최초의 천문도였을 것이다. 18세기경의 천문도 판본(板本)인 <혼천전도(渾天全圖)>도 서양천문학의 깊은 영향을 받아 작성된 것이다. 성도의 형식은 대체로 태조(太祖)대의 천문도와 같은 전통적인 것이지만 별수(星數)는 남북항성(南北恒星)이 모두 336좌 1,449성으로, 근남극불견성(近南極不見星)이 33좌(座) 121성(星)이라 적혀 있다. 이 천문도는 성도 이외에 칠정주천도(七政周天圖)·일월교식도(日月交蝕圖), 24절 태양출입시각·24절·신혼 중성(晨昏中星)·칠정신도(七政新圖)·현망회삭도(弦望晦朔圖)·칠정고도(七政古圖) 등이 그려지고 설명되어 있다는 게 특색이다. 칠정주천도는 일월(日月) 및 5성의 망원경 관측도를 그림으로 나타냈는데, 토성에는 5개의 위성이 나타나 있고 목성에는 4개가 그려져 있으며 각 행성들의 크기가 비교되어 있고 지구로부터의 거리도 적혀 있다. 또한 일식·월식의 원리와 현망희삭의 원리를 정확하게 도시(圖示)하였으며, 칠정고도는 프톨레마이오스의 우주계(宇宙系)를 그렸고, 칠정신도는 브라헤(T. Brahe)의 우주계를 나타내어 서양천문학의 관측 성과에 의한, 이른바 서법(西法)에 의한 새 천문도라 할 수 있겠다.  서구천문학의 영향을 받아 작성된 성도는 이 외에도 1744년 대진현(載進賢, I. Kogler) 이 작성한 300좌 3,083성(星)의 대성표(大星表)를 영조 18년(1742)에 김태서(金兌瑞), 안국빈(安國賓)이 그에게서 직접 배워 모사한 법주사(法住寺) 소장의 천문도 대폭(大幅)이 있으며, 황도남북항성도(黃道南北恒星圖, 순조 34년, 1834) 판본이 있다. 또한 남병길(南秉吉)이 편집한 《성경(星鏡, 2卷 2冊)》에서도 볼 수 있으며, 이 밖에 통도사에 소장된, 1651년에 삼각산 문수암 비구니 선자화(仙子花)가 만든 것으로 전해지는 지름 36.5cm의 놋쇠 원반으로 된 성도도 있다.

## 서양식 해시계의 도입
세종대에도 명의 해시계가 들어온 일이 있지만, 임진왜란 이후에는 더 많은 해시계가 중국에서 도입되고 제작되었다.

### 신법지평일구
인조 14년(1636)에 도입된 해시계다. 이것은 탕약망의 시헌역법에 의하여 명(明)의 이천경(李天徑)이 제작한 것인데, 그 구조는 앙부일구(仰釜日晷)를 전개하여 평면 위에 옮겨 놓은 것과 꼭 같다.  따라서 이 해시계는 고대 그리스의 펠레키논(Pelekinon) 해시계와 같은 종류의 아라비아해시계의 전통과 곽수경(郭守敬)의 앙부일구의 영향을 받은 것이라 하겠다. 이 평면(平面, 水平) 해시계는 18세기에 한국에서 또 하나가 제작되었는데, 그것들은 지남침을 붙여서 휴대용으로도 제작되었다. 이 해시계들에는 삼각동표(三角銅表)가 시표(時標)로 붙어 있다.

### 간평일구와 혼개일구
정조 9년(1785)에 만들어진 해시계들이다. 이에 대해서는 남병철(南秉哲)의 <의기집설(儀器輯說)> 간평의(簡平儀) 혼개통헌의설(渾盖通憲儀說)에 상세히 설명되어 있는데, 간평의(簡平儀)는 웅삼발(熊三拔, Sabbathinde Ursis)의 간평의설에 의하여 제작된 것이라 하였다. 그것은 앙부일구를 그대로 평면에 찍어 놓은 것과 같고, 혼개일의(渾盖日儀)는 명(明)의 이지조(李之藻)가 찬수(撰修)한 <혼개통헌도설(渾盖通憲圖說)>에 의해서 제작된 혼개통헌의(渾盖通憲儀)가 그것이다. 이 두 시계들은 각각 13종(種)의 측정이 가능하다.

### 강윤의 해시계
고종 18년(1881)에 서양식 천문학의 영향을 받아 강윤(姜潤)이 제작한 서양식 평면일구(平面日晷)이다. 시반(時盤)은 반원(半圓)의 주시각(晝時刻)으로, 시각(時刻)마다 초정(初正)이 찍혀 있는 3각동표(銅表)의 시표(時標)의 남쪽에 24방위가 소원(小圓)에 새겨 있고, <북극고(北極高) 37도39분15초>라고 한 양의 북극고도를 전자체(篆字體)로 새겨 놓았다. 이 해시계는 서양 고대·중세의 전통적 해시계가 중국 해시계의 전통 속에 여과(濾過)되어 나온 것이라 할 수 있다 이것은 중국식 시제에 따른 조선시대 해시계의 마지막 산물(産物)이었다. 이러한 평면일구는 휴대용으로도 만들어졌는데 접을 수 있는 3각시표(三角時表)와 지남침이 달려 있다.  조선말 서구의 신과학문화를 직접 받아들여 아라비아 숫자를 공용하게 되고 종래의 전통적 12시각제가 서양식 24시간제로 바뀌자 해시계는 그 시제(時制)에 맞게 제작되었다. 그것은 시반에 아라비아 숫자로 아침 6시에서 12시, 그리고 계속해서 오후 1시에서 6시까지의 12시간의 주시각(晝時刻)을 나타낸 13선(線)이 그어졌다. 이러한 형식의 해시계는 한말에 휴대용으로도 제작, 사용되었는데 이것이 한국에서 제작된 마지막 해시계이다.

## 조선후기의 역법
임진왜란 후 중국에서는 청이 일어나 1636년에 시헌력으로 개력(改曆)을 하니 조선에서도 김육(金堉), 김상원(金尙苑) 등의 노력으로 효종 4년(1653) 시헌력을 그 다음해부터 시행하기로 결정하였다. 영조 48년(1772)에는 칠정백중력(七政百中曆)을 시헌역법으로써 편성하여 시헌칠정백중력을 간행하여 사용하였는데 그것이 정조 5년(1781)에서 끝나게 되니 정조 4년(1780)에는 백중력(百中曆)을 만들어 대통역법(大統歷法)과 시헌역법을 함께 실어 간행하고, 그것을 바탕으로 정조 6년(1782)에는 천세력(千歲曆)을 만들어 간행하였다. 또한 남병길(南秉吉)은 천문역법을 배우는 학생들이 가장 어려워하는 시헌역법의 산법(算法)을 가르치기 위한 교과서로서 <시헌기요(時憲紀要)> 2권 2책을 저술하여 철종 11년(1866)에 간행하였다. 고종 31년(1894) 11월에는 서양의 태양력을 쓰되 시헌력을 참용(參用)하기로 결정하고 공식적으로는 태양력을 시행하였으나 절후(節侯)와 기진(忌辰)·생일(生日) 등의 행사에는 모두 시헌력을 그대로 썼다. 광무(光武) 8년(1904) 천세력(千歲曆)을 개정하여 만세력(萬歲曆)으로 하고 널리 간행하였다.

### 북극고도의 측정
천체의 출몰시각은 관측자의 위도 즉 북극출지(北極出地) 또는 북극고도와 천체의 적위(赤緯)에 의하여 결정된다. 그러므로 역대왕조의 천문대는 먼저 그 관측지점의 정확한 북극고도를 측정하였다. 그러나 지금까지 그 수치가 전해지는 것은 고려의 도성이었던 송도(松都)의 북극고도가 고려 북극고(北極高) 38°1/4이라고 <원사(元史)> 천문지(天文志)에 기록되었고, <이조실록>에 세종대에 측정한 한양북극출지(漢陽北極出地) 38°소여(少與)가 있고, 가장 정확한 것은 숙종 39년(1713)에 청(淸)의 천문학자 목극등(穆克登)이 5명의 역관(曆官)을 데리고 와서 측정한 한양북극고 37°39′15″로 확정한 수치이다. 고려와 세종대의 수치는 주천(周天)을 365°로써 측정한 것이므로 그것을 360°로 환산하면 37°41′을 얻게 되니 숙종 39년에 측정한 것과 거의 일치한다. 전국 각지의 북극고도는 정조(正祖) 16년(1792년)에 측정되었는데 각 도의 주(州)·군(郡)에 이르기까지가 확정되었으며, 그 수치는 다음과 같다. 한성부 37°39′15″, 공주목 36°6′, 대구부 35°21′, 전주부 35°15′, 해주목 38°15′, 원주목 37°6′, 평양부 39°33′.

## 조선후기의 강우량 측정
임진왜란 이후의 관측기록은 인조 14년(1636) 이후 고종(高宗) 26년(1889)까지의 서울의 강우량을 빠짐없이 기록한 <기우기청등록(祈雨祈晴謄錄)>에서 찾아볼 수 있다. 그 중 영조 46년(1770) 이전의 기록은 모두 수표(水標)에 의한 측정 기록이었다. 천문과학의 새로운 기운이 싹트기 시작한 영조(英祖)대에 이르러 전란으로 인하여 오랫동안 잊어버렸던 측우기의 필요성을 절감하게 되었으므로 영조 46년(1770) 5월 세종 때의 제도(制度)에 따라서 측우기를 만들었다. 이 측우기들은 동(銅)으로 만들었는데 그 크기와 규격은 세종 24년(1442)의 것과 동일하였다. 측우대는 높이 46 cm, 나비 37cm로 지름 16 cm, 깊이 4.3cm의 구멍이 파져 있고 대석(臺石)의 전면(前面)과 후면의 중앙에 각각 '測雨臺'라고 써놓았고 뒷면 왼쪽에는 '乾隆庚寅五月造'라고 병기하였다. 이렇게 측우기에 의한 강우량의 측정은 근 2세기 만에 다시 부활되었고, 더욱 정비되었다. 즉 <서운관지(書雲觀志)>에 의하면 강우량의 관측 및 보고는 세종대에는 5월부터 9월까지의 미작기간(米作期間)에만 측정하였지만 영조 46년(1770) 재흥(再興) 후에는 매일 2회에 걸쳐 연중(年中) 관측케 하였다.  정조(正祖)대에는 정조 6년(1782) 6-7월경에 계속되는 한발(旱魃)에 대한 대책에 부심한 나머지 측우기를 만들어 창덕궁 이문원 앞마당에 설치하였다. 그 대리석 석대에는 측우기 제작의 의의를 표시하는 내용의 명문이 새겨져 있다. 유교적 왕도정치(王道政治)의 이념에서의 기우(祈雨)를 위한 하늘에의 호소를 목적으로 제작된 측우기는 이 밖에도 순조 11년(1811) 신미(辛未) 2월의 제작 연대가 새겨진 현 인천측후소 소재의 측우대가 있고, 헌종 3년(1837)에 제작된 현 공주 박물관 소장의 측우기가 있다.

### 강우의 예보
농민들에게는 일기의 변화, 특히 강우를 예측하는 것은 농사와 매우 중요한 관련이 있었으므로 예로부터 비와 바람을 예측하는 일은 농가 점후(農家占候)로서 경험적으로 전하여 내려왔다. 각종 농서에는 농가 점후법을 대개 기술하였는데, 이제 박세당(朴世堂) 원저의 《증보산림경제(增補山林經濟)》)에 의해 전해지는 농가점후 몇 가지를 참고로 들어 본다.
1) 해와 달을 보고 일기를 예측하는 법으로는, 햇무리가 지면 거의 비가 오며, 일몰 전에 반조(反照)하면 청(晴), 일몰 후에 연지와 같이 붉으면 비는 없고 바람이 인다. 달무리가 지면 바람이 인다. 월색(月色)이 붉으면 가물고, 달 옆의 구름이 희면 바람, 검으면 비가 온다.
2) 별을 보고 일기를 예측하는 방법으로는, 우후(雨後)에 흐렸지만 별이 한두 개라도 보이면 그 날 밤은 반드시 맑음(晴).
3) 바람과 비로써 일기를 예측하는 법으로는, 봄에 남풍이 불거나 여름에 북풍이 불면 반드시 비, 겨울에 남풍이 3-4일 불면 반드시 눈이 온다. 동풍이 급하게 불면 주로 비고 오고, 바람이 급하고 구름 또한 급하면 반드시 비, 비가 눈과 섞이면 개기 어렵고, 쾌우(快雨)는 쾌청(快晴)한다.
4) 구름을 보고 알아내는 법으로는, 구름이 동행(東行)하면 청(晴), 서행(西行)하면 우(雨), 남행하면 우(雨), 북행하면 청(晴).
5) 북(鼓)소리가 흐리면 비, 맑게 울리면 청(晴), 금석(金石)에 습기가 흐르면 비가 오고 습기가 없으면 갠다.
이 밖에 노을(霞)·무지개·벼락과 번개·서리·눈·얼음·안개 또는 각종 생물의 생태(生態)를 보고 알아내는 법이 있었다. 이러한 점후법(占候法), 즉 일기의 예측법은 과학적인 기상학과는 물론 거리가 먼 것이라고 할 수도 있으나 그들은 비의 원인이 어떤 구름에서 비롯된다는 사실을 알고 있었으며, 풍향과의 관계를 따져 보려 했고, 대기압과 습도의 변화와 강우의 관계를 북이나 종(鐘) 또는 금석 표면의 상태 변화로 표현했음을 알 수 있다. 이러한 소박한 표현을 통해 기상의 변화를 파악한 옛 사람들의 경험론을 현대 기상학의 이론에 입각하여 분석해보는 것도 결코 무의미하지는 않을 것 같다.

## 활차와 녹로
활차는 도르래의 일종이었고, 녹로는 오지그릇을 만들 때 회전축(回轉軸)을 이용하여 모형과 균형을 잡는 일종의 물레이다. 녹로에는 도차(陶車)나 선차(旋車) 등이 있다. 그러나 예전에는 회전축에 끈을 감아서 돌리는 기계는 모두, 즉 공작기계의 종류이든 회전에 의하여 물건을 들어 올리거나 내리는 활차이든, 녹로라고 통칭되었다. 한국에서 활차, 즉 도르래가 처음 사용된 것은 삼국시대부터이며 여러 사원(寺院)에서 당간(幢竿) 끝에 달아서 불가(佛家)의 깃발을 게양할 때 사용되었다.  정조 18년(1794) 정약용(丁若鏞, 1762-1836)은 화성(華城)의 축조공사에 많은 활차를 써서 거중기(擧重器)라는 이름으로 불리던 기중기(起重機)를 만들어서 큰 돌이나 나무기둥을 들어올려 공사를 능률적으로 진행시켰다.

## 도량형
도량형의 제도는 세종대에 완전히 확립되었는데, 임진(壬辰)·병자(丙子)의 두 차례에 걸친 큰 전란(戰亂)으로 금속제 기준척(基準尺)이 모두 유실되어 다시 문란하게 되었다. 난후(亂後) 혼란했던 경제상태가 다소 수습되어 가자 먼저 도량형의 재정비가 시급했으니, 숙종 41년(1715) 2월 호조(戶曹)에 명하여 동(銅)으로 두곡(斗斛)을 주조(鑄造)하여 각도에 보냈다. 그것은 중국의 제도를 본따서 밑이 넓고 위는 좁고, 체(體)가 작고 높게 해서 부정(不正)을 막으려 하였다. 그러다가 영조(英祖)는 16년(1740)에 다시 두곡(斗斛)을 세종대의 제도에 따라 정비·교정케 하고, 4월에는 삼척부(三陟府)에 소장되었던 세종대 포백척(布帛尺)을 기준으로 모든 척도를 교정케 함으로써 도량형은 완전히 재확립되었고, 이어 영조 20년(1744)에 <속대전(續大典)>을 간행하여 다시 강력히 법제화되었다.  그러나 조선 말의 사회적 혼란은 점점 도량형의 문란을 가져와 광무(光武) 6년(1902)에 일본법(日本法)과 미터법을 함께 채용할 즈음에 이르러서는 '마을마다 말(斗)의 크기가 다르고, 집집마다 자(尺)의 길이가 다를 정도'였다.

## 석빙고
얼음을 저장하기 위하여 만든 석조창고. 겨울에 얼음을 채취하여 석빙고에 저장하였다가 여름에 사용하였다. 대표적인 석빙고는 경주석빙고로 영조 14년(1738) 경북 경주시 인왕동(仁旺洞) 월성(月城)의 북쪽에 축조하였다. 보물 제66호로 길이 18.8m, 홍예(紅霓) 높이 4.97m, 너비 5.94m이다. 남북으로 길게 조영하고, 출입구는 남쪽에 있는데 너비 2.01m, 높이 1.78m이다. 여기에서 계단을 따라 실내로 들어가게 되어 있다. 빙실의 밑면도 외부의 형태와 같은 직사각형으로 입구에서 안으로 들어갈수록 밑바닥은 경사져 있으며, 바닥 중앙에 배수구가 있어 내부의 물이 이 경사를 따라 외부로 배출된다. 내부는 연석(鍊石)으로 5개의 홍예를 틀어 올리고 홍예와 홍예 사이에 길쭉한 네모 돌을 얹어 천장을 삼았다. 벽은 직사각형의 작은 석재로 정연하게 쌓아올렸고, 밑부분은 장대석을 연결하여 지대석(址臺石)을 삼아 견실하게 축조하였다.  천장에는 3곳에 환기 구멍을 마련하여 외기와 통하게 하였는데, 조각한 돌로 구멍을 덮어 비와 이슬을 막고 있어 다른 석빙고와는 달리 정연한 양식과 축조를 보여 주목을 끈다. 환기 구멍은 중심부에서 북쪽으로 치우쳐 설치하였는데, 이것은 입구가 남쪽에 있으므로 안으로 내려가는 층계가 몇단 있어서 그만큼 자리〔房〕를 차지하고 얼음창고의 주실(主室)은 좀더 깊이 들어간 내부의 북쪽에 있는 까닭이다. 조선 후기에 몇몇 석빙고를 축조하였으나, 그 규모나 기법에서 경주석빙고가 가장 정연한 걸작으로 꼽힌다.

## 조선후기의 화기
임진왜란 이후의 화기발달의 개요는 순조(純祖) 13년(1813)에 간행된 <융원필비(戎垣必備)>를 통해서 정리하여 볼 수 있다. 조선의 화기는 중화기(重火器)로 특징지을 수 있는데, 그 종류는 천자(千字)·지자(地字)·현자(玄字)·황자(黃字)의 네 총통(銃筒)과 별대완구(別大碗口)·대완구(大碗口)·중완구(中碗口)의 3완구, 그리고 불랑기(佛郞機)·대장군포(大將軍砲)·위원포(威遠砲)·호준포 등이다. 천자총통의 구경(口徑)은 약 115mm이며 사정거리는 약 2.5km이므로 오늘날의 105mm포(砲)의 유효사정거리 5-8km인 것과 비교할 때 그 반(半)의 위력을 가진 셈이 된다. 이러한 중화기들, 특히 천지현황(天地玄黃)의 네 총통들의 발사 및 이동장치로 동차(童車)를 만들어 포가(砲架)로 썼다. 그것은 4개의 바퀴가 달린 상자형의 수레로 포를 걸쳐 놓기 위한 침묵(枕木)이 한편에 가로질려 있다. 이 동차의 제작은 중화기의 기동성을 높였을 뿐 아니라 발사를 매우 쉽게 했으며, 반동으로 인해서 포가 뒤로 튀어나가 군사들을 당황하게 하는 일을 막는 데 유효했다.  이렇게 발전된 조선 특유의 중화기들은 16세기에 중국을 통해서 전래된 서양 중화기인 불랑기(佛郞機)와 일본을 통해서 전래된 휴대용 소총인 조총(鳥銃)으로 말미암아 제2선으로 물러나게 되었다.

## 조총
휴대용 소화기의 하나. 조총은 선조 22년(1589) 황윤길(黃允吉) 등이 일본에 사신으로 갔다오는 길에 쓰시마도주(對馬島住)로부터 몇 자루 선사받아 옴으로써 처음 전래되었다. 그러나 조선에서는 그 최신무기의 성능에 별로 주의하지 않다가, 임진왜란 때에 왜군이 쓰는 것을 보고 비로소 그 위력을 인식하고, 처음에는 노획한 조총으로 훈련하여 썼다. 그때 이순신(李舜臣)은 휘하에 있던 훈련주부(訓練主簿) 정사준(鄭思峻), 치장 안모(安某), 수군(水軍) 이필(李必), 사노(私奴) 안성(安成), 거제(巨濟)의 사노(寺奴) 언복(彦福) 등과 함께 철(鐵)로 조총을 만들었는데, 그것은 선혈삽화(線穴揷火)의 구(具)가 비슷하면서도 같지 않았고 성능은 조총과 같았다. 이 총은 조총과 승자총(勝字銃)을 절충한 새로운 소승자총(小勝字銃)으로 '임진구월일조(壬辰九月日造)'의 명기(銘記)가 있는 승자총이 현존하고 있다. 이순신에 의하여 임진왜란 때 제조된 조총은 새로운 소승자총으로 조선 화기 특유의 마디(竹節)가 없고, 종래의 승자총에 있던 목병(木柄)을 끼는 총미(銃尾)가 없으며 조성(照星)과 조문(照門)이 붙어 있어 조총과 매우 비슷한 특징을 가지고 있고 종래의 소승자총에 비하여 구경이 작고 포신(砲身)이 길다. 아마도 임진왜란 중에는 이러한 조선식 조총(새 소승자총)이 제조되다가 왜란 후에 비로소 서구식 조총이 제조되었을 것이다. 그러나 당시 조선의 조총제작기술은 만족할 만한 수준에 도달하지 못했음이 분명하다. 인조 2년(1624) 4월에는 조총 수천 자루를 일본에서 수입하였고 효종 7년(1656) 7월에는 표착(漂着)해온 만인(蠻人)에게 얻은 조총을 본따서 만들게 하였다. 그래서 비로소 성능이 좋은 것을 만들게 되어 효종 8년(1657)에는 청에서 100병(柄)을 요구하기까지 하였다.

## 인쇄술
2세기에 걸친 인쇄기술의 끊임없는 발전은 임진왜란에 의하여 하루아침에 거의 무너지고 말았다. 조선이 가졌던 동활자(銅活字)는 거의 유실됐거나 일본에 빼앗기거나 하였다. 그러나 활판인쇄(活版印刷)는 중단되지 않았으니 과도기에 쉽게 쓸 수 있는 목활자(木活字)를 만들어 다시 인쇄를 계속하였다. 그것은 태조대에도 목활자 인쇄가 정부에 의하여 사용된 경우와 비슷하다. 그것이 현종대에 이르러 9년(1668) 2월 다시 동활자 주조(鑄造)가 강행 부활되어 '갑인자(甲寅字)'를 자본(字本)으로 한 '무신자(戊申字)'가 8월까지 대자(大字) 61,000여 자(字), 소자(小字) 46,600여 자(字), 도합 10만 자(字) 이상이 완성됨으로써 조선 후기의 활판인쇄가 계속되었다. 그리고 17세기 말경부터는 유력한 가문(家門)에서 사용(私用) 활자의 주조도 나타났지만, 조선의 활판인쇄는 언제나 주자소(鑄字所)와 교서관(校書館)에 의하여 관장되어 민간에서의 발전은 미미한 것이었다.

## 한국근대의 과학기술
한국의 과학기술사에 있어서 근대는 편의상 서구의 과학기술이 물밀듯 들어오기 시작한 1876년(고종 13)의 개항을 기점으로 1919년 3·1운동이 일어남에 따라 일제 총독부의 이른바 문화정책이 실시될 때까지로 보았다. 19세기 후반기부터 한국은 근대 서양문명의 본격적인 도전을 받게 되었다. 그 도전의 첨단을 담당한 것은 각 해안에 나타나기 시작한 이른바 이양선(증기기관선)과 이른바 서교(西敎, 기독교), 그리고 이른바 양화(洋貨, 서양 상품)이었다. 증기기관선은 당시 서양의 근대 과학기술을 대표하는 것으로 대포와 총으로 중무장하고 있었으며 때때로 각 해안에서 충돌이 있었다. 그러므로 당시 한국으로서는 경이의 대상이 아닐 수 없었으며 국방을 위협하는 심각한 존재가 아닐 수 없었다. 그리고 기독교는 유교의 이념을 정면으로 부인하고 들어온 종교였으므로 당시 지배층의 가치관을 위협하는 존재였다. 서양 상품은 곧 산업혁명을 거쳐나온 근대 자본주의 상품이었다. 이러한 사태는 한국으로서는 두 가지를 의미하게 되었다. 즉 하나는 '침략'의 도래요, 다른 하나는 '근대'의 도래였다.
근대는 침략을 안고 침략은 근대를 안고 한국에 들어온 셈이다. 여기에 대해서 한국에서는 몇갈래의 대응이 나타났다.  첫째로 서양의 도전에 대해서 그 '침략'을 예리하게 간취하였지만 그 '근대'는 간과해 버리는 사상이었다. 이른바 척사위정론이다. 이러한 사상을 대표하는 이는 이항로(李恒老), 최익현(崔益鉉) 등이었다. 그들은 서양을 양이(洋夷)로, 그리고 서양기술을 곡기(曲技)로, 서양근대 상품은 기기음교지물(奇技淫巧之物)로, 기독교는 사교(邪敎)로 취급하였다. 그들도 서양의 무기기술의 우수성에 대해서는 반드시 부인한 것은 아니었다. 그러나 전승공취(戰勝攻取)의 술은 용병에 있지, 기예에 있지 않다고 하여 그 중요성을 과소평가하였다.  둘째로 서양의 도전을 받고 그 '근대'에 현혹되어 그 '침략'을 간과해버리는 극단적인 사상도 없지 않았으나 대체적으로 그 '침략'을 막고 '근대'를 성취하기 위해서는 서양기술을 수용해야 한다는 사상이 전개되었다. 그리고 이러한 사상의 동기와 목적은 부국강병(富國强兵)이었다.  그러나 서양의 근대 과학기술을 수용하는 데 있어서는 여러 가지 갈등이 있었다. 윤학선(尹學善)은 '서양의 기술은 배우고 우리의 도(道)는 그대로 지켜야 한다'는 '동도서기론(東道西器論)'을 주장하였다. 이러한 도(道)와 기(器)의 분리에 입각한 서양기술 수용론은 개화시대에 있어서 기술개발정책과 대외정책에 커다란 역할을 한 김윤식(金允植)도 거의 같은 입장을 취하고 있고, 박기종(朴淇鍾), 신기선(申箕善) 등의 소진(疏陳)에서도 나타나 있다. 그러나 이들은 전통주의의 테두리 안에서 단지 기존질서를 유지하는 수단으로서 서양 근대 기술을 성취하려는 것이었다. 그러나 서양문화 중에서 기술만을 분리하여 이질적인 유교의 토양 속에 이식하려는 것은 방법적으로 가능한 것이 아니었다.
기술은 서양문화의 유기적 하나의 측면으로서 모체로부터 간단히 분리되는 것이 아니었기 때문이다. 따라서 기술을 받아들이자면 자연히 서양의 문화적 가치관도 동반되는 것이었고 그 결과 유교적 가치관과의 마찰에 의한 전통적 가치의 후퇴도 초래될 가능성이 매우 컸다. 이런 점에서는 유교적 관념론을 벗어나 자유로운 입장에서 근대 기술의 섭취와 개발을 주장한 김옥균(金玉均), 박영효(朴泳孝), 유길준(兪吉濬), 서재필(徐載弼) 등의 사상이 긍정적으로 평가될 수 있다. 그들은 경험론적 인식론과 사회진화론적 역사관을 가지고 필요하다면 서양의 기술뿐만 아니라 그 가치관도 수용할 수 있는 것으로 보았다. 따라서 그들은 정덕(正德)이 문제가 아니라 이용후생(利用厚生)이 문제였으며 성명(性命) 의리(義理)가 문제가 아니라 실사구시(實事求是)가 문제였다.  이러한 서양과학기술의 수용사상은 정부의 정책 및 제도면에도 반영되어 고종 18년(1881)에는 신사유람단(紳士遊覽團)과 영선사(領選使)를 각각 일본과 청국에 파견하여 새로운 문물을 살펴보게 하였고, 국비로 외국인을 초청하여 각종 학교와 정부 직영의 기업체를 만드는 등 도약을 위한 준비가 집행되었다. 그러나 1905년 을사보호조약이 체결됨과 동시에 이러한 개화를 위한 노력은 좌절되고 말았다.
일제의 초기 식민정책은 그들이 말하는 이른바 창업기(創業期)로서, 무단정치에 의한 철저한 탄압과 수탈로 특징지어져, 3·1운동 이전까지 일제가 한국에서 이루어 놓은 것은 일부 학교의 개설과 수탈을 위한 몇 개의 철도 부설, 인천의 갑문식 '독'(1918년), 겸이포(兼二浦)제철소의 300톤급 용광로(1918년) 건설 뿐이었다.

## 같이 보기
- 조선 전기의 과학과 기술
- 조선의 과학과 기술
- 조선
- 과학